# Адам Бродзіш
Адам Бродзіш (пол. Adam Brodzisz; 18 лютого 1906, Лемберг — 9 листопада 1986, Дезерт-Хот-Спрінгс, Каліфорнія, США) — польський кіно- і театральний актор. Один з найпопулярніших акторів довоєнного польського кіно.

## Біографія
У 1926 році закінчив математичну гімназію у Львові.
Початком кінокар'єри Адама Бродзіша прийнято вважати його перемогу в конкурсі «Фотогенічне обличчя».
У 1927 році він закінчив варшавський інститут кіно. Був запрошений на зйомки в Південну Америку, проте незнання іспанської мови завадило йому отримати роль. Замість цього знімався в польських версіях фільмів, знятих Paramount Pictures в Жуанвиль біля Парижа.
З 1928 по 1939 роки Адам Бродзіш знявся більш ніж в 19 кінофільмах. Став зіркою польського екрану.
У 1931 спільно з Міхалом Вашинським і Евгеніушем Бодо створив кінокомпанію B-W-B (абревіатура назви власників: Бодо, Вашінского і Бродіша), яка випустила на екрани Польщі кілька популярних фільмів.
Під час окупації Польщі жоден польський театр не мав дозволу на роботу, кіно теж не знімалося. Тому безробітний актор Бродзіш, як і багато його колег працював офіціантом.
Брав участь у варшавському повстанні 1944 року. Був командиром робочої бригади на Мокотуві, головним сапером (псевдонім «Bonza») організовував будівництво укріплень для повсталих на вулицях Мокотува (район Варшави).
Після поразки повстання, оселився з дружиною в Закопане, де вони спільно вели пансіонат «Brodziszówka».
Після закінчення Другої світової війни він більше не з'являвся на екранах кіно, так у державній кінематографії Польщі місця для популярного артиста не знайшлося.
У 1946 році Адам Бродзіш став організатором, директором і актором бродячої театральної трупи.
У 1950—1955 роках грав на сцені Польського театру в місті Бельсько-Бяла.
У 1961 році разом зі своєю дружиною популярною актрисою довоєнного кіно Марією Богда не повернувся в країну з гастролей по США. В Америці родина Бродзішей, оселилася в Лос-Анджелесі і перепробувала багато різних робіт, зокрема, займалася розведенням шиншил. Бродзіш також працював в якості графіка в комп'ютерній компанії.
Помер в Каліфорнії в 1986 році.
У квітні 1988 останки актора були привезені на батьківщину і перепоховані на Раковицькому кладовищі Кракова.

## Вибрана фільмографія
- 1930 — Вітер з моря / Wiatr od morza
- 1931 — Небезпречний рай / Niebezpieczny raj
- 1932 — Безіменні герої / Bezimienni bohaterowie
- 1934 — Молодий ліс / Młody las
- 1935 — Рапсодія Балтики / Rapsodia Bałtyku
- 1937 — Пан редактор скаженіє